# Piscina de s'Aigo Dolça
La Piscina de s'Aigo Dolça és una instal·lació esportiva ubicada a Palma (Mallorca, Illes Balears). Constava d'una piscina exterior de 33x13 metres, amb set carrers i grades laterals amb capacitat per a 2.000 espectadors. Estava situada entre els barris de Son Armadams i El Terreno, devora del Passeig Marítim de la ciutat.
Va ser la piscina més important de la ciutat entre els anys 40 i 60, fins a la inauguració de les Piscines de Son Hugo. Actualment està en ruïnes i abandonada, encara que es preveu la construcció d'una nova instal·lació esportiva en el mateix lloc per part de les autoritats municipals.
Deu el seu nom a la font natural que s'emprava per omplir-la, provinent de la propera muntanya de Bellver. Aquesta font ja no existeix, segurament per les successives obres d'urbanització de la ciutat dutes a terme en el seu trajecte.

## Història

### Esplendor (anys 40-60)
La primera pedra de les instal·lacions va ser col·locada el 20 d'octubre de 1940, apadrinada per la nedadora local Carme Guàrdia Amer. Nou mesos després, la piscina fou inaugurada els dies 5 i 6 de juliol de 1941 amb una competició entre el Club Natació Palma i el Club Natació Barcelona, llavors el més potent d'Espanya. Gairebé dos mesos després es varen disputar els Campionats d'Espanya de natació. La competició estatal va tornar-se a celebrar l'any 1949.
Aviat la piscina va quedar obsoleta, en tractar-se d'una instal·lació descoberta i de mides no aptes per a la competició. No obstant això, la seva condició d'única piscina no privada a tota l'illa la va mantenir com a punt de trobada esportiva habitual per a tot tipus d'activitats esportives, especialment natació i waterpolo, fins ben entrats els anys 60.

### Inauguració de Son Hugo i decadència (anys 70-2000)
A partir dels anys 70 va entrar en decadència, sobretot amb la inauguració el 1970 de les noves instal·lacions del Club Natació Palma al barri palmesà de Son Hugo. Des de 1972 aproximadament la piscina va deixar d'omplir-se, encara que la resta de dependències (oficines, bar restaurant, etc.) varen seguir obertes. La crisi soferta pel club en els anys 80, que varen dur-lo a desaparèixer durant uns anys, varen precipitar la degradació de l'espai fins que a principis dels anys 90 va quedar totalment abandonat.

### Projectes de rehabilitació (2000 en endavant)
El 2006 l'Ajuntament de Palma va fer-se amb les instal·lacions i va planejar la rehabilitació com a equipament esportiu municipal, però el cost i la posterior crisis econòmica varen provocar la cancel·lació del projecte.
El 2015 va especular-se amb la ubicació en el solar d'un aparcament, però fou rebutjat pels veïns que desitjaven un equipament esportiu.
Finalment, l'any 2018 es va iniciar el procés per a la construcció d'un recinte poliesportiu més aparcament mitjançant un concurs de projectes i a principis de 2019 es va donar a conèixer el projecte guanyador. Malgrat es preveia l'execució l'any 2020, les obres no s'adjudicaren fins a finals de 2021 i no varen començar fins al 2022. De fet, el nou equipamient substituirà totalment l'antiga instal·lació, ja irrecuperable; però que mantindrà el nom i ubicació històrics.

## Esdeveniments més importants
- Campionat d'Espanya de natació: 1941 i 1949.[16]